# 江萬實
江萬實（1473年—?年），字若虚，四川顺庆府广安州大竹縣人，明朝政治人物。

## 生平
治《詩經》，行二，中式四川鄉試第五十六名舉人，曾任山東章丘縣學教諭。年三十六歲中式正德三年（1508年）戊辰科會試第五十一名，三甲四十八名進士。同年十月二十八日，為試雲南道監察御史，正德五年（1510年），為廵按兩廣御史。正德六七年間，仍為監察御史。正德七年，為江西廵按御史。九年五月與江西提學副使李夢陽互相攻讦弹劾，万实既掣肘，遂稱病告歸。正德十年（1515年）四月官员考察中，以不谨冠带闲住。

## 家族
曾祖江彦明。祖父江通淮。父江永吉，遇例冠帶。母劉氏；继母成氏。具庆下，兄萬玉，贡士；弟萬有。